# Consiliul de Apărare Colectivă al Ligii Arabe
Consiliul de Apărare Colectivă al Ligii Arabe este o instituție a Ligii Arabe, înființat ca urmare a Tratatului de Apărare Colectivă și Cooperare Economică din 1950.